# Nina Michailowna Aksarina
Nina Michailowna Aksarina (* 1899 in Iwanowo; † 21. Oktober 1979 in Moskau) war eine russische  Pädagogin und trug wesentliche Beiträge zur Pädagogik des frühen Kindesalters bei.

## Werdegang
Sie wurde 1899 als Tochter einer Beamtenfamilie geboren und schloss 1924 ein Studium der Pädagogik an der Lomonossow-Universität Moskau ab. Anschließend wurde sie als Inspektorin des Instituts für Mütter- und Säuglingsschutz in Moskau, als Gebietsinspekteurin der Abteilung Gesundheitswesen im Ural und schließlich als Leiterin des Sektors Gesundheitswesen der Kinder im Ministerium für Gesundheitswesen der UdSSR tätig.
Ab 1949 war sie Dozentin für ärztliche Fortbildung und mit der Gründung einer pädagogischen Abteilung am Lehrstuhl für Pädiatrie beauftragt, an dem sie zur Professorin berufen wurde. Aus dieser Abteilung ging schließlich 1967 der einzige und erste Lehrstuhl für Physiologie der Entwicklung und Erziehung von Kindern in der UdSSR hervor. Mit ihrer Arbeit legte sie das wissenschaftliche Fundament der Kleinkinderziehung und beeinflusste die grundlegende Ausrichtung für die Arbeit in Krippen und Heimen. An diese Grundlagen knüpfte u. a. der Kindergesundheitsschutz in der Deutschen Demokratischen Republik an. Ihr Lebenswerk umfasste über 150 Publikationen und beeinflusste auch die pädagogischen Aspekte der Säuglings- und Kinderkrankenpflege.